# Rachel Rinast
Rachel Miriam Marcia Free Rinast (Bad Segeberg, 2 giugno 1991) è una calciatrice svizzera, difensore del St. Pauli e della nazionale svizzera.

## Carriera

### Club
Rinast, che nasce a Bad Segeberg, piccolo centro del Land del Schleswig-Holstein, inizia la carriera giocando in Germania.
Nella stagione 2007-2008 Rinast indossa la maglia dell'Oldesloe 2000, squadra neopromossa nella 2. Frauen-Bundesliga, secondo livello del campionato tedesco femminile di calcio, dove matura in campionato 5 presenze segnando una rete.
Nell'estate 2008 si è trasferita al TSV Nahe, squadra che disputa il campionato regionale, con la quale ha vinto la SHFV Women's State Cup nel maggio 2009.
La stagione seguente si trasferisce nuovamente, sottoscrivendo un accordo con l'Holstein Kiel, tornando così a disputare la 2. Bundesliga femminile, maturando 17 presenze in campionato più le ultime due di play-off che disputa con il Wacker Monaco per mantenere la categoria.

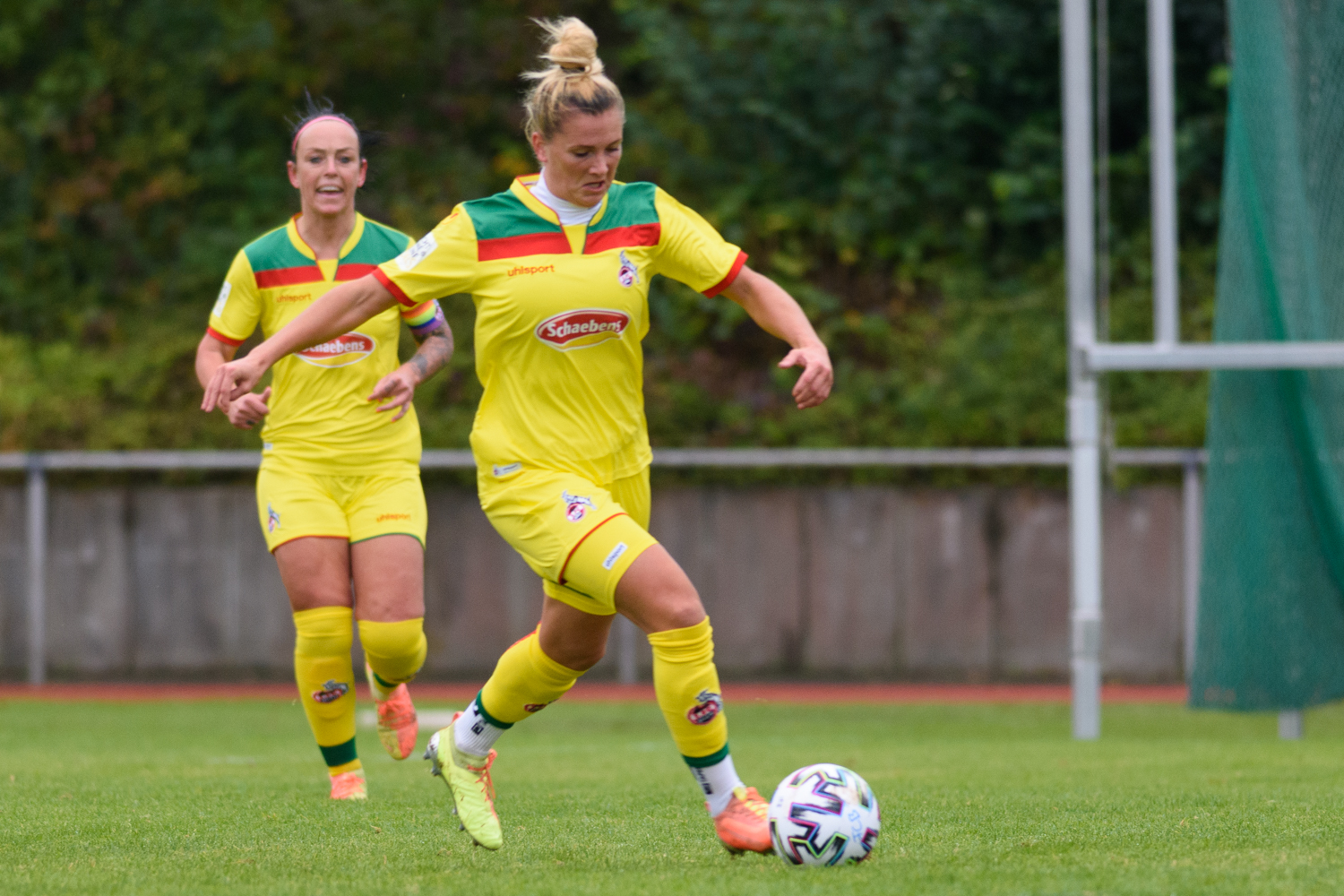
Rinast con la maglia del nell'ottobre 2020.

Per la stagione 2010-2011 è passata alla concorrente del campionato Colonia, dove nelle due stagioni rimaste matura un totale di 41 presenze. Durante il calciomercato estivo 2012 si trasferisce al Bad Neuenahr, squadra con cui disputa la Frauen-Bundesliga (1º livello tedesco) per la prima volta in carriera. Fa il suo debutto il 23 settembre 2012, alla 3ª giornata di campionato, scendendo titolare nell'incontro casalingo vinto per 1-0 con l'SGS Essen e giocando i primi 65' prima della sua sostituzione con Sarah Gregorius.
Dopo il fallimento dell'SC 07 nel giugno 2013, Rinast ha lasciato il club tornando al Colonia, con il quale sfiora la promozione giungendo secondo, dietro il Sand, nel girone Süd del campionato di 2. Frauen-Bundesliga 2013-2014, ma riuscendo nell'impresa il campionato seguente. Dopo la retrocessione diretta del Colonia, Rinast ha firmato un contratto con il Bayer Leverkusen per la stagione 2016-2017. Dopo una stagione in cui è stata retrocessa dalla Bundesliga con il Bayer Leverkusen, Rinast si è trasferita in Svizzera con il Basilea.
Da qui si è trasferita al Friburgo nel 2018, tuttavia dopo solo cinque incontri ha deciso di lasciare la società su sua richiesta nel gennaio 2019.
Si è poi trasferita al club israeliano dell'ASA Tel Aviv, con il quale disputa il campionato di Ligat Nashim Rishona, vincendolo, fino alla fine della stagione.
Il 18 giugno 2019 ritorna al Colonia, tornando a vestire la maglia della società dopo tre anni dal suo trasferimento.

### Nazionale
Rinast inizia ad essere convocata dalla federazione calcistica della Svizzera (ASF-SFV) nel 2015, inserita in rosa dal commissario tecnico Martina Voss-Tecklenburg per vestire la maglia della nazionale maggiore impegnata all'edizione 2015 dell'Algarve Cup. Durante il torneo fa il suo esordio il 4 marzo, nella partita inaugurale del gruppo B, scendendo in campo come titolare e giocando i primi 57' nell'incontro vinto per 2-0 sulle avversarie dell'Islanda, scendendo inoltre in campo in tutte le altre tre partite disputate dalla sua nazionale, le due della fase a gironi e la finalina per il settimo posto persa con il Brasile con il risultato di 4-1. In seguito Voss-Tecklenburg, dopo averla impiegata nell'amichevole del successivo 5 aprile vinta per 3-1 con la Svezia, decide di inserirla nella lista delle 23 giocatrici che disputeranno il Mondiale di Canada 2015, il primo torneo FIFA al quale si è qualificata la Svizzera da quando partecipa con una squadra femminile. In Canada disputa tutti quattro incontri giocati dalla sua nazionale, i tre del gruppo C, dove con una vittoria e due sconfitte si classifica al terzo posto nella fase a gironi, superando comunque il turno come migliore terza grazie anche alla schiacciante vittoria per 10-1 sulle avversarie dell'Ecuador, e quella degli ottavi di finale, venendo eliminata di misura dalle padrone di casa del Canada con il risultato di 1-0.
Dopo di allora Voss-Tecklenburg la convoca con regolarità, dove viene impiegata durante le qualificazioni all'Europeo dei Paesi Bassi 2017, disputando nel frattempo la Cyprus Cup 2017 dove condivide con le compagne la conquista del torneo battendo in finale la Corea del Sud per 1-0. La competitività della squadra è confermata dall'accesso alla fase finale dell'Europeo, anche in questo caso primo torneo continentale raggiunto dalla nazionale elvetica. Rinast matura 4 presenze nelle qualificazioni, andando a rete per la prima volta con la maglia rossocrociata il 20 settembre 2016, dove al 54' fissa il risultato sul 4-0 nella vittoria con l'Irlanda del Nord, mentre nella fase finale trova spazio solo il 22 luglio 2017, nella seconda partita del gruppo C della fase a gironi, dove la Svizzera supera l'Islanda 2-1, l'unica vinta dalla sua nazionale che, dopo aver perso l'incontro inaugurale per 1-0 con l'Austria, si fa rimontare la rete di vantaggio dalla Francia nell'ultimo incontro, che con il risultato di 1-1 di fatto la elimina dal torneo.
Negli anni seguenti gioca nelle qualificazioni al Mondiale di Francia 2019, dove la Svizzera deve cedere l'accesso al torneo FIFA ai Paesi Bassi dopo la doppia finale ai play-off della zona UEFA, nell'Algarve Cup 2019, dove la sua nazionale si deve accontentare dell'8º posto, e nelle qualificazioni all'Europeo di Inghilterra 2022, con Nils Nielsen che rileva Voss-Tecklenburg nella conduzione tecnica della squadra dal gennaio 2019.

## Palmarès

### Club
- Campionato israeliano: 1

ASA Tel Aviv: 2019
- Campionato tedesco di seconda divisione: 1

Colonia: 2014-2015

### Nazionale
- Cyprus Cup: 1

2017